# 西門市場駅
西門市場駅（ソムンシジャンえき）は、大韓民国大邱広域市中区大新洞にある大邱交通公社（DTRO）3号線の駅である。駅番号は328。

## 駅構造
達城路の中央分離帯上にある、相対式ホーム2面2線の高架駅である。2階に改札・コンコース、3階にホームがある。出入口は達城路の歩道上に4ヶ所伸びており、それらから2階に上がる構造となっている。
のりば
※のりば番号の設定無し。
| 上り | ●3号線 | 達城公園・八達市場・漆谷慶大病院方面 |
| 下り | ●3号線 | 青蘿の丘・オリニセサン・龍池方面     |

## 駅周辺
- 大邱西門郵便局
- 大邱中部警察署 大新治安センター
- 大邱中部消防署 大新119安全センター
- 城内3洞住民センター
- PBC 大邱平和放送
- エルディスリージェントホテル
- 大邱大成初等学校（朝鮮語版）
- 啓聖初等学校（朝鮮語版）
- 大邱寿昌初等学校（朝鮮語版）
- 啓聖中学校（朝鮮語版）
- 信明女子中学校（朝鮮語版）
- 啓聖高等学校（朝鮮語版）
- 信明高等学校（朝鮮語版）
- 達城公園（朝鮮語版）
- 西門市場（朝鮮語版）
- タウル通り
- 大邱薬令市文化通り
- 啓明大学校東山病院
  - 大邱東山医療院郵便局

## 歴史
- 2015年4月23日: 3号線の開業とともに開業。

## 隣の駅
大邱交通公社
●3号線
達城公園駅 (327) - 西門市場駅 (328) - 青蘿の丘駅 (329)